# Carl Schöpfer
Georg Karl Ludwig Schöpfer (* 13. März 1811 in Göttingen; † 1876) war ein deutscher Schriftsteller, Journalist und Privatgelehrter.

## Leben
Schöpfer (auch Schöpffer oder Schoepffer) verfasste unter mindestens einunddreißig, wahrscheinlich aber weitaus mehr Pseudonymen historische, Räuber- und Schauerromane, sowie zahllose weitere Schriften über nur irgend denkbare populäre oder wissenschaftlich erscheinende Themen. Der Umfang seines Schrifttums wurde noch nie gänzlich ausgewertet. Allein bis etwa 1840 hatte er nach eigenen Angaben 170 Werke publiziert. In dem von dem Pfarrer Andreas Gottfried Schmidt 1840 herausgegebenen Pseudonymenlexikon findet sich eine Autobiografie Schöpfers. Demnach wuchs er bei seinen Großeltern mütterlicherseits in Göttingen auf. Sein Großvater J. A. Suchfort, ein ehemaliger Gymnasialdirektor, unterrichtete ihn frühzeitig in Sprachen und Geschichte, so dass er  „in seinem fünften Jahre als ein literarisches Sonntagskind gelten konnte.“ Schöpfers Vater, Prediger in der Grafschaft Stolberg-Stolberg, kümmerte sich erst ab 1822 um die Erziehung seines Sohnes. 1825 besuchte Schöpfer das Gymnasium in Nordhausen, 1827 die lateinische Schule des Waisenhauses in Halle, ehe er 1829 das Studium der Philologie an der Universität in Halle aufnahm und nach eineinhalb Jahren nach Göttingen wechselte. Er las die griechischen und lateinischen Klassiker, eine Unzahl englischer, französischer, holländischer, italienischer und deutscher Romane, „studierte“ Mathematik, Physik, Geographie, Geschichte und Naturgeschichte und „verschlang mit Heißhunger alle medicinischen, landwirtschaftlichen und technologischen Schriften.“ 1832 nahm er eine Hauslehrerstelle an, 1833 promovierte er in Halle und ging anschließend nach Nordhausen, wo er als Privatlehrer und Schriftsteller wirkte. 1834 legte er das Lehrerexamen ab und absolvierte erfolgreich ein Probejahr am Gymnasium in Nordhausen. Dort redigierte er den „Thüringer Boten“ und vom April 1838 an in Magdeburg die Zeitschrift „Der Plauderer.“ Räuber- und Schauerromane lassen sich von nun an nicht mehr nachweisen, stattdessen knüpfte er an seine populäre Volksliteratur an und gab sich einen „wissenschaftlichen“ Anstrich. Er verfasste Broschüren, häufig unter Namen Karl Schöpfer von Rodishain, über Geschichte, Religion, Homöopathie, Wasserheilkunde, Kinderpflege, Tierheilkunde, Gartenbau, Astronomie, Technologie usw. Bereits 1846 wurde er in einer Schrift des Stolberger Buchhändlers Karl Schneitler, die in Zusammenarbeit mit dem Physikus und Hofarzt Kröning erschienen war und Schöpfers Pseudonyme aufdeckte, der Scharlatanerie und Beutelschneiderei bezichtigt. Dessen ungeachtet veröffentlichte Schöpfer in den 1850er und 1860er Jahren mehrere Werke, die unter anderem das kopernikanische Weltbild ablehnten. In Kassel gab er 1854 die „Blätter der Wahrheit. Eine Monatsschrift für zeitgemäße Mittheilungen aus der Natur und dem Menschenleben“ heraus. Sein möglicherweise letztes Buch war 1873 „Entscheidung in Sachen der Wahrheit und Vernunft gegen den extra-ordinär Prof. Bock in Leipzig,“ das für die Homöopathie Partei ergriff.
Schöpfers Ehefrau Irene Friederike veröffentlichte ebenfalls unter mehreren Pseudonymen. Sie schrieb Stammbuchverse, über Hauswirtschaft, Gesellschaftsspiele, über die Kunst Schönheit zu erlangen und anderes mehr. Manche ihrer Werke wurden bis ins 20. Jahrhundert hinein immer wieder aufgelegt. Das Ehepaar Schöpfer benutzte offensichtlich mehr Pseudonyme, als jede andere deutsche Schriftstellerin, jeder andere deutsche Schriftsteller im 19. Jahrhundert.

## Pseudonyme
W. C. A. Abenstein; Seb. Mor. Alvenstod;  E. Amon;  E. Antoni; H. L. Bernstein;  G. Bertrant; Gottlieb Bertrant; Ferdinand Birkenfeld; L. Delarosa; C. F. Fröhlich; E. F. Fröhlich; Dr. E. Herold; de La Prosse; Karl Schöpfer von Rodishain; Ludwig Scoper; Wiliam Sheets

## Werke (Auswahl)
- Die Johanniter-Ritter oder Die Eroberung der Insel Rhodus durch die Türken im Jahr 1522. 1826
- Simon Tanzer, der furchtbarste, grausamste und frechste aller Seeräuber, 2 Bde., Nordhausen 1826 u. 1828.
- Sallo Salini, der furchtbarste Räuberhauptmann in Italien und Böhmen. Eine Räuber- und Geistergeschichte, Fürst, Nordhausen 1828
- Lomellina die schöne Guitarrenspielerin auf Malta, Nordhausen 1830
- Die Askanienburger und die Arnsteiner, oder: Der Sieg der gerechten Sache. Historisch-romantisches Gemälde aus den Ritterzeiten. 1831
- Eduardo da Rasto der kühne Seeräuber-Admiral oder Thaten und Abentheuer desselben in Afrika und der europäischen Türkei. Eine Geschichte aus Spaniens furchtbaren Inquisitionsgerichten, Voigt, Sondershausen 1832
- Himlo Himlini, der Räuber-Hauptmann in Spanien mit seiner gefürchteten Bande. Großes Räuber-Gemälde, 2 Bde., Nordhausen 1833.
- Das blutige Herz, oder die Kaiserhochzeit in Nordhausen : ein Schaudergemälde aus dem Anfange des dreizehnten Jahrhunderts. Nordhausen 1834
- Das Sonnenopfer, oder Des Waldweibes Schicksalsspruch. Historisch-romantische Gemälde aus der Zeit der Eroberung von Peru durch die Spanier. 1834
- Die Schauerruinen der Unkenburg und der Haarzopf der Hölle oder Geisterrache und Menschenhaß. 1834
- Die Bluthunde. Schreckensscenen aus den Jahren 1324-1326. 1834
- Kaspar Hauser, oder: die eingemauerte Nonne. Wahrheit und Dichtung, Nordhausen 1834
- Lucrezia Borgia, oder Des Papstes Tochter. Italienisches Sittengemälde aus den Anfängen des sechzehnten Jahrhunderts. 1834
- Maria Tudor, oder Des Günstlings Hinrichtung. Ein historisches Gemälde aus der Mitte des 16. Jahrhunderts 1835
- Akrostichische Stammbuchverse. Kränze der Liebe und Freundschaft um holde Frauen- und edle Männer-Namen gewunden, Müller, Nordhausen 1836
- Neueste Anweisung, die vorzüglichen Kartenspiele so zu erlernen, daß man stets gewinnen muß, Fürst, Nordhausen 1836
- Diavoletto, der Schwarze von La Baggaria. Räubergemälde al Fresco aus dem 13. Jahrhundert, in den Zeiten der sicilianischen Vesper, Fürst, Nordhausen 1837
- Allgemeine Grundsätze der Beleuchtungs-Kunst, Fürst, Nordhausen 1837
- Spieß' sämmtliche Werke. Zum ersten Male in vollständiger Sammelung und mit einer Lebensbeschreibung des Verfassers begleitet von C. Schöpfer von Rodishain, 11 Teile, Fürst, Nordhausen 1840 - 1841
- Der medizinische Blutegel, 2. verb. Auflage, Quedlinburg 1841
- Recueil des mots primitifs de la langue francaise. Handbüchlein der französischen Stammwörter, Magdeburg 1842
- Was zu handeln?: Alt Gold, alt Silber, alte Kleider? Eppes Rares von Judenpech in eitel koscheren Anekdoten und Gedichten, Fürst, Nordhausen 1842
- Medizinisch-chirurgische Fremdwörterbuch, Fürst, Nordhausen 1844
- Die Erde stehet fest. Beweise, daß die Erde sich weder um ihre Achse noch um die Sonne dreht, Berlin 1853
- Die Bibel lügt nicht! Erklärung der mosaischen Schöpfungs-Urkunde, Büchting, Nordhausen 1854
- Uranos: Populäre Vorlesungen über Sternkunde, zur Begründung einer mit der Erfahrung und den Beobachtungen stimmenden Anschauung des Weltalls und Scheidung der Dichtung von der Wahrheit, Leipzig 1856
- Handwörterbuch der Fortschritte der gesammten Technologie. Herausgegeben von Dr. Carl Schöpffer, Leipzig 1862
- Die Widersprüche in der Astronomie, wie sie bei der Annahme des Copernikanischen Systems entstehen, bei der entgegengesetzten aber verschwinden, Eduard Beck, Berlin 1869
- Entscheidung in Sachen der Wahrheit und Vernunft gegen den extra-ordinär Prof. Bock in Leipzig. Zur Aufklärung und Warnung aller Besitzer Buckscher Bücher und Leser der Gartenlaube, Minde, Leipzig, 1873
- Keil und Bock: Die Gartenlaube: ein Blick hinter die Coulissen der neuesten Journalistik und Beitrag zur Geschichte dessen, was die Lesewelt sich gefallen läßt, Minde, Leipzig, 1873 Volltext